# Hans van den Broek
Pour les articles homonymes, voir Van den Broek et Vandenbroek.
Henri van den Broek, dit Hans van den Broek, né le 11 décembre 1936 à Paris et mort le 22 février 2025, est un homme politique néerlandais.

## Biographie

### Carrière politique
Membre de l'Appel chrétien-démocrate, un parti de centre droit, Hans van den Broek est ministre des Affaires étrangères de 1982 à 1993 (auparavant secrétaire d'État au même poste), puis commissaire européen aux Relations extérieures de 1993 à 1999.
En 2005, il reçoit le titre honorifique de ministre d'État aux Pays-Bas. Il est le président de l'Institut néerlandais de relations internationales Clingendael, de Radio Nederland Wereldomroep et membre de la fondation Global Leadership.

### Famille
Hans van den Broek est marié à Josee van Schendel, il est père de deux filles dont Marie-Hélène, devenue princesse d'Orange-Nassau par son mariage en 1998 avec le prince Maurits, cousin germain du roi des Pays-Bas.